# Eva Kramerová
Eva Kramerová (* 30. květen, 1990, Dolný Kubín), známá jako Evelyn, nebo Gitka, též jako modelka Žizel (Gisele), je slovenská příležitostná herečka a stand up umělkyně, která se proslavila několika virálními videi.
Eva Kramerová se narodila v Dolním Kubíně. Dětství prožila ve Vyšním Kubíně. Po skončení střední školy se pokoušela o studium herectví a neúspěšně absolvovala přijímací zkoušky na VŠMU v Bratislavě. Pak s bakalářským titulem ukončila studium andragogiky. V současnosti bydlí v Bratislavě, kde na soukromé vysoké škole studuje mediální a marketingovou komunikaci.
Eva Kramerová se zviditelnila natáčením nízkonákladových videí přes smartphony. Vystupuje v nich jako selka Gitka, modelka Žizel (Gisele), ale hlavně jako Evelyn. Jejím prvním výrazným úspěchem bylo video ze srpna 2014 o „patálii v Chorvatsku“, které „prožila sháněním kun po lese“. V současnosti (listopad 2015) má toto minutové video kolem půl milionu a v dalších jeho kopiích do milionu zhlédnutí. Její oficiální facebooková stránka má více než 150 tisíc fanoušků.
K dalším mediálním aktivitám, v nichž účinkuje, nebo účinkovala Eva Kramerová patří:
- srpen 2014 – účinkování v talkshow televizi Prima, Show Jana Krause.[7][8]
- listopad 2014 – skeč-show TV Markíza, Kredenc (redaktorka v slovenském parlamentu)[9]
- březen 2015 – účinkování v oficiální mediální reklamní kampani pro produkt Strongbow pro společnost Heineken Slovensko.[10] Projekt byl podle hodnocení portálu Mediální eTrend.sk oceněn jako „kampaň měsíce“.[11]
- říjen 2015 – slovenský komediální seriál Svět podle Evelyn (TV JOJ)[12]